# Cantonul Saint-Jean-Pied-de-Port
Cantonul Saint-Jean-Pied-de-Port este un canton din arondismentul Bayonne, departamentul Pyrénées-Atlantiques, regiunea Aquitania, Franța.

## Comune
- Ahaxe-Alciette-Bascassan
- Aincille
- Ainhice-Mongelos
- Arnéguy
- Béhorléguy
- Bussunarits-Sarrasquette
- Bustince-Iriberry
- Caro
- Estérençuby
- Gamarthe
- Ispoure
- Jaxu
- Lacarre
- Lecumberry
- Mendive
- Saint-Jean-le-Vieux
- Saint-Jean-Pied-de-Port (reședință)
- Saint-Michel
- Uhart-Cize